# 팜핵유
팜핵유(palm核油)는 기름야자의 씨에서 짠 기름이다. 기름야자 열매에서 짠 팜유와는 다르다.

## 같이 보기
- 코코넛기름